# Rosen på Tistelön (film, 1945)
Rosen på Tistelön är en svensk dramafilm från 1945 i regi av Åke Ohberg. Filmen baserades på Emilie Flygare-Carléns roman Rosen på Tistelön som gavs ut 1842. I huvudrollerna ses Eva Henning, George Fant, Arnold Sjöstrand och John Ekman.

## Handling
Filmen utspelar sig på och runt Tistelön i den bohuslänska skärgården.
En stormig natt är smugglaren Håkan Haraldsson och hans söner Birger och Anton ute för att föra sitt gods till fastlandet. Båten prejas av tulljakten, och Håkan och Birger ser som enda utväg att döda tulljaktens besättning. Unge Anton bevittnar det hela skräckslagen. När Haraldssons husföreståndarinna Erika får reda på brottet ber hon först att få lämna sin tjänst, men ändrar sig i sista stund och stannar för att ta hand om Håkans lilla dotter Gabriella.
Åren går och Gabriella växer upp till en vacker kvinna som många kallar Rosen.
Under en säljakt träffar Gabriella Arve Arnman som är son till den jaktlöjtnant hennes far en gång dödat. De blir förälskade, och Arve ger henne en medaljong med inskriptionen "Amor vincit mortem" (Kärleken övervinner döden). När Arves mor får veta att sonen träffar en smugglares dotter skickar hon honom till Göteborg för att tjänstgöra på tullkontoret. Arve skriver ofta till Gabriella, men Anton ser till att hon inte får breven för att förhindra en förening mellan mördarens dotter och mordoffrets son.
Efter ännu en storm förliser ett skepp utanför Tistelön. Birger räddar de skeppsbrutna, bland andra kapten Rosenberg, som stannar på ön en längre tid. När Arve kommer hem som nyutnämnd jaktlöjtnant vid tullstationen får han veta att Gabriella trolovat sig med Rosenberg.
Så småningom lämnar Rosenberg för att skaffa sig en egen båt. Gabriella lovar att vänta troget på honom, men det blir svårare än hon trott. Arve besöker Tistelön så ofta han kan. Till sist erkänner hon att det är Arve hon älskar.
När Rosenberg varit borta tre år får Gabriella ett brev från honom där han beskriver sin otur. Eftersom han ännu inte har någon egen båt löser han Gabriella från trohetslöftet. Då avslöjar Anton familjens mörka hemlighet för länsman som arresterar Håkan och Birger. Men hårt väder tvingar dem att stanna på Tistelön till nästa dag. Håkan berättar om brottet för Gabriella, men tröstar honom: Det är aldrig för sent att börja ett bättre liv.
För att hjälpa Håkan och Birger att fly sätter Gabriella eld på huset. På väg till säkerheten upptäcker Håkan att dottern är kvar i eldhavet. Han räddar henne ur lågorna. Arve kommer till ön när Håkan kommer ut ur det brinnande huset med Gabriella. Hon är svårt bränd. Arve tar över henne i sin famn. Hon slår upp ögonen. Men ögonblicket därpå faller huvudet tungt och slappt tillbaka. Handen öppnar sig och medaljongen hon fått av Arve faller till marken: Kärleken övervinner döden.

## Om filmen
Filmen premiärvisades 6 augusti 1945 på biograferna Plaza och Royal i Göteborg. Stockholmspremiär ett par dagar senare. Den spelades in vid Sandrew-Ateljéerna i Stockholm med exteriörer från bland annat Johannisskäret, Hasselösund, Fisketången och Glommen på Smögen av Göran Strindberg. Som förlaga har man Emilie Flygare-Carléns genombrottsroman Rosen på Tistelön som gavs ut 1842.

## Rollista i urval
- Eva Henning – Gabriella ”Ella” Haraldsson
- George Fant – Arve Arnman, jaktlöjtnant vid tullen
- John Ekman – Håkan Haraldsson, Gabriellas far, smugglare
- Arnold Sjöstrand – Birger Haraldsson, Gabriellas bror
- Bengt Ekerot – Anton Haraldsson, Gabriellas bror
- Marianne Löfgren – mamsell Erika, Haraldssons husföreståndarinna, senare Birgers fru
- Gunnar Sjöberg – Arnman, jaktlöjtnant, Arves far
- Linnéa Hillberg – Katrina Arnman, Arves mor
- Oscar Ljung – kapten H.G. Rosenberg, Gabriellas trolovade
- Olof Winnerstrand – Per Askenberg, f.d. tulltjänsteman
- Rune Halvarsson – Petter Lindgren, jungman
- Siri Olson – Lena, piga hos Haraldssons
- Inga Landgré – Josefine
- Gösta Gustafson – Simon, jaktkarl
- Ernst Brunman – länsman
- Georg Skarstedt – Lutter, Haraldssons dräng

## Musik i filmen
- En sjömansvisa från Kinakusten (Från Canton till Macao, från Hong-Kong å Luliao), sång Rune Halvarsson
- Es ist ein Ros entsprungen (Det är en ros utsprungen), text Thekla Knös, framförs av okänd sångerska